# Ad-Dali (muhafaza)
Ad-Dali (arapski: ‏‏الضالع)  je jedna od 20 jemenskih muhafaza. Ova pokrajina prostire se na jugozapadu Jemena odnosno u unutrašnjosti zemlje.
Pokrajina Ad-Dali ima površinu od 4000 km² i 470.460 stanovnika, a gustoća naseljenosti iznosi 117,6 st./km².